# 민족공동체통일방안
민족공동체통일방안(民族共同體統一方案)은 대한민국의 14대 대통령인 김영삼이 제시한 통일방안이다.

## 개요
김영삼 정부는 1994년 8월 15일 광복절 경축사를 통해 민족공동체통일방안을 제시하였다. 노태우 정부의 한민족공동체통일방안을 계승한 것으로, 냉전의 종결과 남북 화해 분위기 등 당대의 시대 상황을 반영하였다.
다음의 3단계를 거쳐서 통일을 이룬다는 구상이다.

1. 화해·협력 단계
2. 남북연합 단계
3. 통일 국가 완성 단계

## 조선민주주의인민공화국의 반응
김영삼 정부의 통일 방안 제시에도 불구하고 조선민주주의인민공화국은 "연방제 통일 방안이 가장 합리적이고 공명정대한 통일방도"라는 주장을 반복했다. 이어 앞으로도 김정일의 영도아래 이의 실현에 전력할 것이라고 강조하였다.

## 영향
이후에 들어선 대한민국 정부들은 이를 계승하고 보완해나갔다.

## 같이 보기
- 한국의 통일 방안